# 伊勢志摩サミット記念館
伊勢志摩サミット記念館（いせしまサミットきねんかん）は、三重県志摩市阿児町神明にある、第42回先進国首脳会議（伊勢志摩サミット）が開催されたことを記念する博物館。
伊勢志摩サミットが開催された賢島の島内にある、近鉄志摩線賢島駅の2階にある。愛称はサミエール。
伊勢志摩サミットからちょうど1年となる2017年（平成29年）5月26日に開館した。伊勢志摩サミット記念館の設置に当たっては北海道洞爺湖サミット記念館の存在が意識されており、同館の展示方法 や来館状況を参考に 伊勢志摩サミット記念館の独自性を追求している。

## 概説
伊勢志摩サミット記念館「サミエール」は伊勢志摩サミットを記念するとともに子供たちが世界に目を向けるきっかけを持つことを期待した施設 で、展示などを行うコーナーのほか、土産物の販売コーナー とカフェを併設する。条例上の正式名称は「伊勢志摩サミット記念館」で、「サミエール」は愛称である。施設の整備費は伊勢志摩サミット三重県民会議が、運営費は志摩市がそれぞれ負担している。2017年（平成29年）10月現在は志摩市が直営している が、設置根拠となる「伊勢志摩サミット記念館の設置及び管理に関する条例」では指定管理者制度を導入できる規定を設けている。
洞爺湖サミット記念館がパネル展示中心になったという反省から、動画やクイズなどを取り入れた動的な展示を心掛けている。また、立地や飲食・物販機能との連携が優先されたため、記念館の面積は297m2 と狭く、三重県庁の担当者が当初望んでいた面積を確保するには至らなかったが、場所の制約を考慮し、パネル展示は「人」に焦点を当てて工夫した。入り口では三重県営サンアリーナ（伊勢市）に設置されていた国際メディアセンターで使われたガラス製の看板 やヒノキ柱が出迎え、その隣にサミットに出席した首脳陣の伊勢神宮で撮影した記念写真がある。中央にはサミットにまつわるクイズなどを出題するタッチパネル式端末やサミット関連資料が置かれている。メインの展示物である 首脳会議に使われた尾鷲ヒノキの円卓は最奥部に設置されている。円卓には首脳陣が着席した椅子もあるが、通常は日本の席だけ来館者が自由に座ることができる。
そのほかの展示品としてバラク・オバマ大統領（当時）が記念植樹で使用したスコップ、首脳陣が記帳した芳名帳、サミット警備に活躍したドローン、各国の首脳へ贈られた特産物などがある。特に、サミットで振る舞われた食事に関するパネル展示は来館者の関心を集めている。企画展示スペースも設けられており、2017年（平成29年）時点では月替わりで三重県内の市町を紹介する展示が行われている。
設置期間は日本で次のサミットが開催される年までとし、その後は三重県、志摩市、近畿日本鉄道の三者で来訪者数などの利用実績を踏まえて検討すると2016年（平成28年）12月の三重県議会で発表された。なお、2023年（令和5年）5月現在、公式サイトでは2024年（令和6年）3月28日までの企画展示の予定が公開されている。

### カフェ サミエール

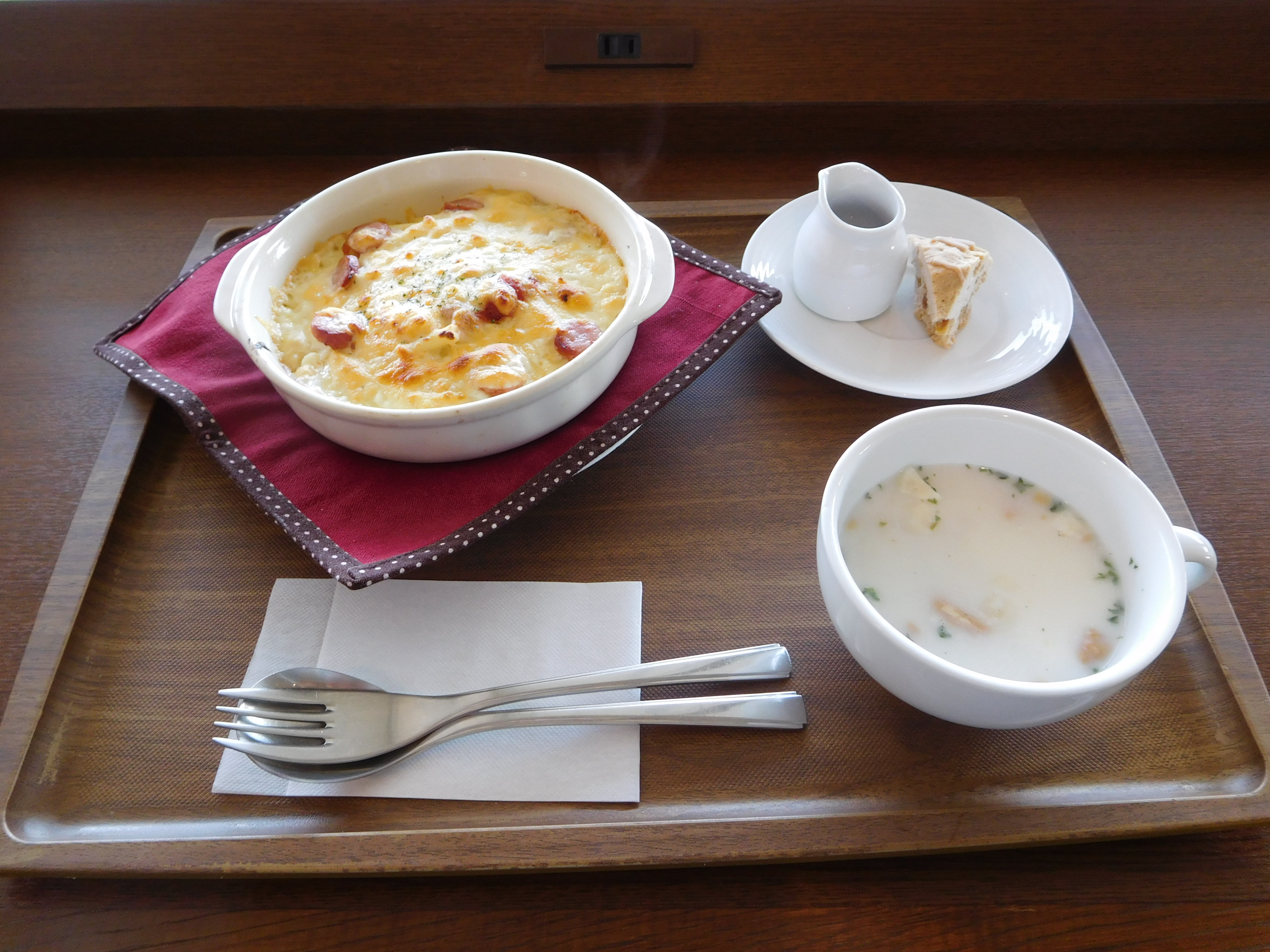
カフェサミエールの「サミットドリアセット」

近鉄リテーリングが経営する「カフェ サミエール」では、サミット参加国にちなんだ料理やサミット中に首脳陣に振る舞われた日本酒を提供し、「飲み比べセット」も用意する。このほか観光特急「しまかぜ」の車内で提供している「海の幸ピラフ」もメニューに加えている。カフェの面積は122m2で、客席は30席ある。土産物はクリアファイル、ポチ袋、はがきの3種類あり、クリアファイルは円卓を囲むG7の首脳陣の写真と開催地となった賢島の空撮写真の2種がある。土産物コーナーも近鉄リテーリングの運営である。
2018年（平成30年）8月から9月にかけて、サミット会場となった志摩観光ホテルで執筆活動を行っていた山崎豊子が没後5年を迎えるに当たり、小説『華麗なる一族』の自筆原稿のレプリカなどを展示する催しがカフェ内で開かれた。

### 愛称「サミエール」
伊勢志摩サミット記念館の愛称「サミエール」は、「サミット」、「三重」、「見える」の3つの語を合成したもので、親しみやすく呼びやすいとして採用された。命名者は同県松阪市在住の会社員男性である。2017年（平成29年）2月8日から3月8日にかけて日本全国に向けて行われた公募の中から三重県知事の鈴木英敬や三重県職員らが選定したもので、応募総数は939件に及んだ。

## 歴史

### 設置構想期

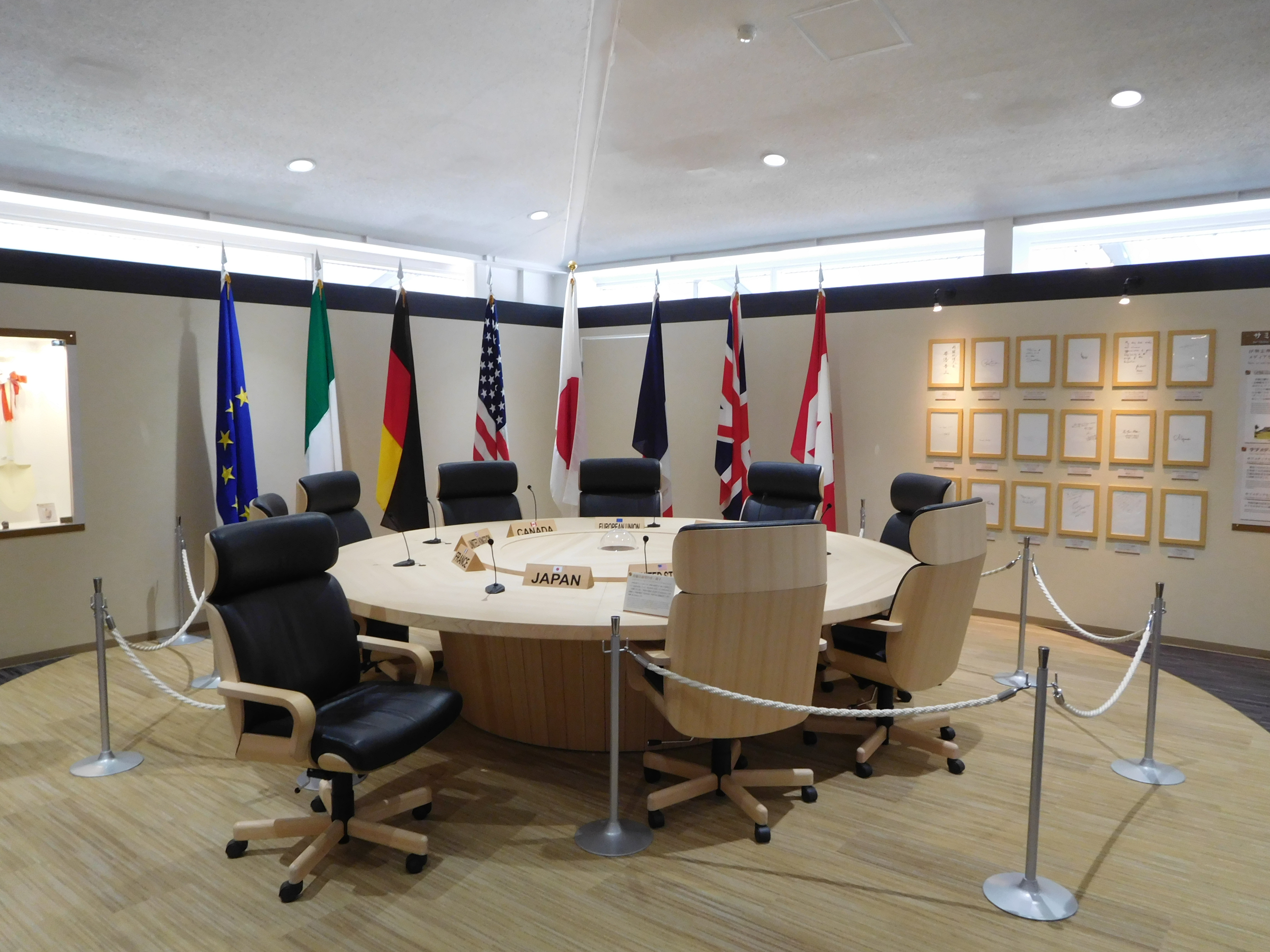
サミットで使用された円卓と椅子

伊勢志摩サミット記念館の設置構想はサミットの開催前からあり、三重テレビで2016年（平成28年）の元日に放映された、中日新聞三重総局長と鈴木英敬知事との対談の中で、「サミットの記憶を残すという意味で重要」として鈴木知事が記念館の設置を検討していることを明らかにした。鈴木知事は1月4日の記者会見の場で正式に記念館の設置検討を表明し、既存施設を利用すること、伊勢志摩サミット三重県民会議への寄付金を設置費用に充当すること、開館時期は2016年度中またはサミット開催1周年をめどとすることなどを同時に示した。運営主体や設置場所、展示内容については今後細部を詰めるとした。
2016年（平成28年）2月17日の伊勢志摩サミット三重県民会議役員会では、記念館の基本方針が示された。具体的には、子供たちにとって学習の場となるような体験型の要素を持った記念館とすること、サミットの様子やサミットで使われる調度品、国際メディアセンター三重情報館の展示品を紹介する場とすること、設置場所はアクセスが良く開催記念にふさわしい場所とすること、というものであった。さらに3月4日の三重県議会では志摩市選挙区選出議員である中嶋年規が記念館を志摩市に誘致しようとする運動があることを紹介した上で一般質問を行い、記念館が設置される自治体が記念館の管理運営に当たるという前提で設置検討を進めているという県の方針を引き出した。
2016年（平成28年）5月26日と27日の両日、伊勢志摩サミットが開催された。サミット当日の中日新聞のサミット特集には鈴木知事のインタビューが掲載され、伊勢志摩サミット記念館は北海道洞爺湖サミット記念館がパネル展示中心であるのに対して、動画を利用するなど動的でコンテンツ（中身）を重視したものにすることと、設置の最有力候補が志摩市であることを明らかにした。そして6月20日、鈴木知事は伊勢志摩サミット報告会の場で記念館の設置場所が賢島駅の2階に決定したと発表した。設置時期は翌2017年（平成29年）5月までとし、運営費は設置自治体である志摩市の負担になることがこの時決定した。8月1日にはサミットで使われた円卓や首脳陣が着席した椅子を展示することが発表された。

### 設置準備期
伊勢志摩サミットの開催は2013年（平成25年）の第62回神宮式年遷宮以降、下降気味であった志摩市の観光客来訪動向を上向かせたものの、集客増にならなかった観光施設もあり、会場となった賢島でも2016年（平成28年）11月には例年並みまで観光客数が落ち着き始めており、地元ではサミット記念館の開館が待ち望まれた。一方で、洞爺湖サミット記念館が開館初年こそ2万人を集めたものの、2年目には約8,600人、4年目には4,200人と減少を続ける中で廃止検討もなされるような状況であることに関連して、伊勢志摩サミット記念館が「お荷物施設」になるのではないかという市民の不安の声も上がり、中日新聞は開館が「遅きに失した感は否めない」と批判した。
2017年（平成29年）2月上旬より賢島駅の2階で伊勢志摩サミット三重県民会議が1億円を拠出した改修工事が始まり、3月23日に報道陣向けに工事中の記念館が公開された。この時点では天井を塗装する工事を行っており、展示物などは一切ない状態であった。4月より展示物の搬入作業が始まり、4月26日には愛称が「サミエール」に決定したこと、開館がサミットからちょうど1年となる2017年（平成29年）5月26日になることを鈴木知事が発表した。そして5月22日に内覧会が開かれた。同日の東京・総理大臣官邸では、安倍晋三内閣総理大臣が記念館向けのビデオメッセージの収録に臨んでいた。

### 開館後
2017年（平成29年）5月26日、鈴木知事らによるテープカットが行われて伊勢志摩サミット記念館が開館した。開館前には地元住民や観光客らが列をなして開館を待ち、午後2時の開館から午後5時の閉館までの3時間に約1,000人が入館した。最初の来館者は賢島を校区に含む志摩市立神明小学校の6年生45人であり、鈴木知事から直々に館内の案内を受けたほか、通常は座ることのできない日本以外の首脳の席にも座ることが許された。

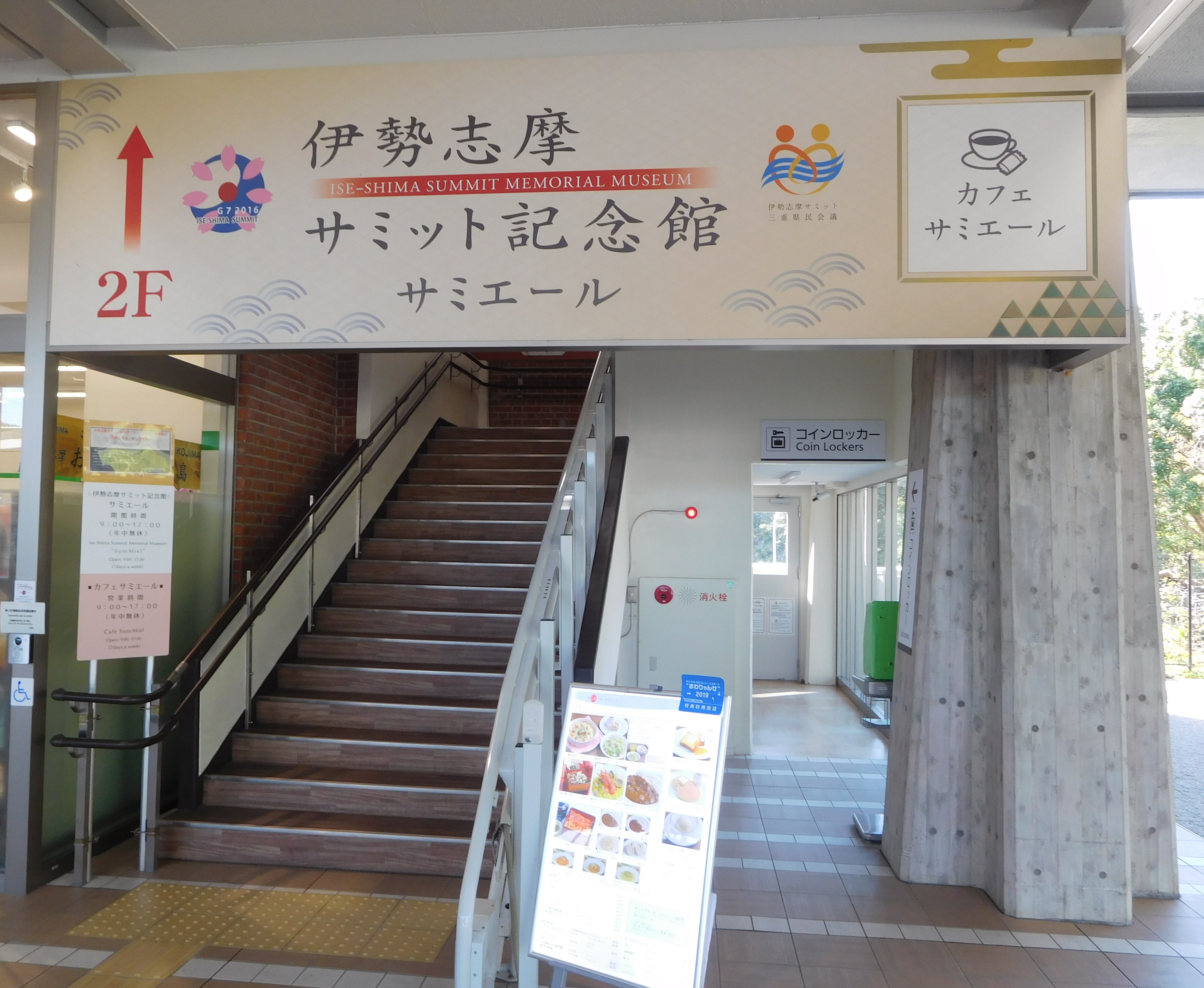
サミエールに至る階段

開館前の不安 をよそに、6月16日に洞爺湖サミット記念館の初年度入館者数22,279人を突破した。洞爺湖サミット記念館のアクセスが不便で入館が有料であったために集客に苦戦したことを踏まえて、賢島駅構内かつ入館無料にして来館者を増やそうと画策した三重県の目論見が当たったと言える。開館からわずか22日間で「洞爺湖超え」という目標を達成し、7月23日には5万人を突破、10月2日には10万人を突破した。この間、企画展示スペースでは志摩市の祭りや四日市市のコンビナートが紹介され、10月より鳥羽市の展示に切り替わり、鳥羽市で開かれたサミットの配偶者プログラムの様子が写真などで披露された。11月22日、車椅子のまま利用可能な階段昇降機が設置された。12月25日のクリスマスには、G7各国にちなんだ菓子をサンタクロースに扮した職員が来館した子供たちにプレゼントした。
2018年（平成30年）3月31日、整備費を拠出した伊勢志摩サミット三重県民会議が解散した。同年5月26日の開館2周年記念に、解散した県民会議で保管していた吉田沙保里、楠田枝里子、あべ静江ら三重県出身者がサミットの成功を願って寄せたサイン色紙を初公開した。また、サミット当日であった5月26日と27日の両日、国際メディアセンターで飾られていた木製すだれのブロックが子供たちに配布された。11月には入館者数が30万人を突破し、翌2019年（平成31年）2月15日に331,000人（3310で「サミット」の語呂合わせ）を達成した。2021年（令和3年）11月3日には50万人を超えた。
2022年（令和4年）7月15日、第49回先進国首脳会議の会場となる広島県の湯崎英彦知事が三重県へ視察に訪れ、サミエールを見学した。

## 利用案内

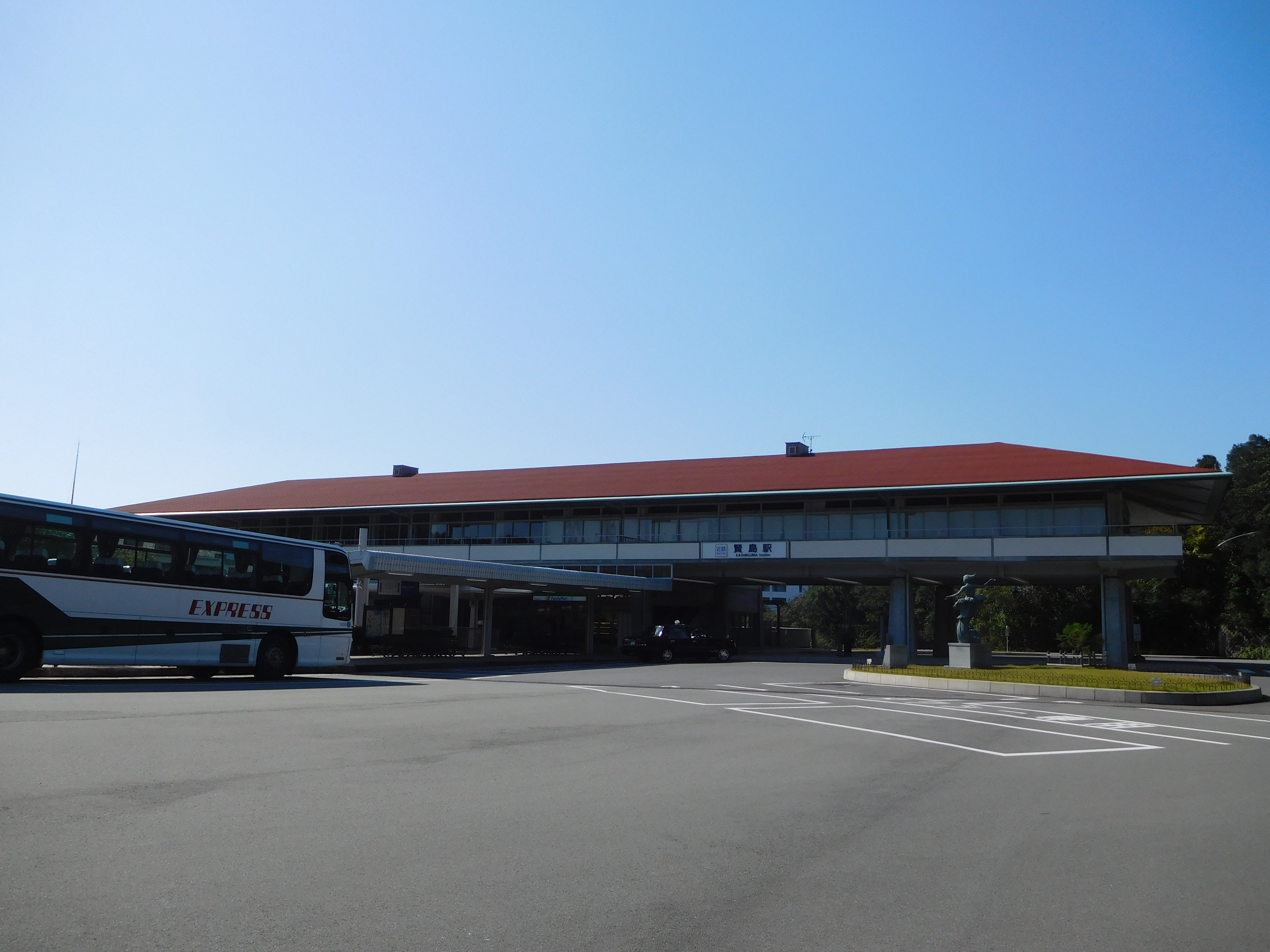
サミエールのある賢島駅

伊勢志摩サミット記念館のある賢島駅 は1日千人弱の乗客がある近鉄志摩線の終着駅である。駅舎の設計は村野藤吾が手掛け、サミット記念館の設置のため2階部分は改修工事が行われている が、外観の変化はない。記念館は駅舎の2階にあるが、2階に行くには階段しかなく、2017年（平成29年）11月に階段昇降機が整備された。
開館時間は9時から17時で、年中無休で入館は無料である。公共交通機関利用の場合、鉄道は近鉄志摩線賢島駅、路線バスは三重交通賢島駅前バス停留所で下車する。自家用車利用の場合、伊勢自動車道伊勢ICまたは伊勢西ICから三重県道32号伊勢磯部線（伊勢道路）、国道167号を経由して賢島へ向かう。伊勢志摩サミット記念館の駐車場はないので、賢島駅南口にある観光用の無料駐車場に自動車をおいて南口から賢島駅構内に入る。